# レスリング世界カデット選手権
レスリング世界カデット選手権（ Cadet World Championships）は、世界レスリング連合（UWW）が主催するカデット世代（16・17歳）のレスリング大会である。

## 歴史
第1回は1980年にストックホルムで開催され、女子大会は1988年より行われている。
当時のFILA会長が「カデット世代に多額の出費を強いるのはよくない。まずは大陸での充実を目指す」の方針を打ち出したため1999年を最後に休止、以降は各大陸選手権に移された。
しかし、その後会長の交代もあり、2011年に世界カデット選手権を再開することが決まった。

## 歴代開催記録
| 年   | グレコローマン           | グレコローマン | 男子フリースタイル   | 男子フリースタイル | 女子           | 女子       | 階級数  |
| 年   | 開催地                   | 優勝国         | 開催地               | 優勝国             | 開催地         | 優勝国     | 階級数  |
| ---- | ------------------------ | -------------- | -------------------- | ------------------ | -------------- | ---------- | ------- |
| 1980 | ストックホルム           | スウェーデン   | ストックホルム       | イラク             |                |            | 13      |
| 1982 | コロラドスプリングス     | ソビエト連邦   | コロラドスプリングス | ソビエト連邦       |                |            | 10      |
| 1983 | ミズーラ                 | アメリカ合衆国 | ミズーラ             | アメリカ合衆国     |                |            | 13      |
| 1987 | ?                        | トルコ         | ?                    | インド             |                |            | 11      |
| 1988 |                          |                |                      |                    | ディジョン     | 中国       | 10      |
| 1989 | ウォレンズバーグ         | トルコ         | ウォレンズバーグ     | アメリカ合衆国     |                |            | 11      |
| 1990 | ソンバトヘイ             | ハンガリー     | ソンバトヘイ         | ソビエト連邦       | ソンバトヘイ   | ノルウェー | 11/11/3 |
| 1991 | アルマ                   | ハンガリー     | アルマ               | トルコ             |                |            | 11      |
| 1992 | イスタンブール           | トルコ         | イスタンブール       | トルコ             |                |            | 11      |
| 1993 | リューネン               | トルコ         | デュースブルク       | ロシア             |                |            | 11      |
| 1994 | フランクフォート         | トルコ         | フランクフォート     | ロシア             |                |            | 11      |
| 1995 | ?                        | ロシア         | ?                    | ロシア             |                |            | 11      |
| 1996 | テヘラン                 | イラン         | テヘラン             | ロシア             |                |            | 11      |
| 1997 | マリボル                 | ロシア         | ニューデリー         | ロシア             |                |            | 10      |
| 1998 | プレトリア               | ロシア         | マンチェスター       | ロシア             | マンチェスター | ロシア     | 10      |
| 1999 | ニュクービン・ファルスタ | ロシア         | ウッチ               | アゼルバイジャン   | ウッチ         | ロシア     | 10      |
| 2011 | ブカレスト               |                | ブカレスト           |                    | ブカレスト     |            |         |